# Cho Byung-deuk
Cho Byung-deuk (* 26. Mai 1958 in Ganghwado, Incheon) ist ein ehemaliger südkoreanischer Fußballtorhüter und -trainer.

## Karriere

### Spieler

#### Klub
Nach seiner Zeit in der Mannschaft der Myongji University wechselte Cho zur Saison 1983 in den Kader des Hallelujah FC und gewann mit diesem in der Premierensaison der K League gleich die Meisterschaft. Zur Saison 1987 wechselte er noch einmal zu den POSCO Atoms, wo er nach der Saison 1990 dann auch seine Karriere beendete.

#### Nationalmannschaft
Sein erstes bekanntes Spiel für die südkoreanische Nationalmannschaft bestritt er im Jahr 1979. Er war auch Teil der Mannschaft bei der Weltmeisterschaft 1986, erhielt hier hinter Stammtorhüter Oh Yun-kyo jedoch keinerlei Spielzeit. Er gehörte später auch zur Mannschaft bei den Olympischen Spielen 1988 in Seoul. Im selben Jahr nahm er auch noch an der Asienmeisterschaft 1988 teil, wo er mit seinem Team im Finale nur knapp an Saudi-Arabien scheiterte. Im Folgejahr bestritt er noch drei Spiele während der Qualifikation für die Weltmeisterschaft 1990 und beendete danach auch seine Karriere.

### Trainer
Zuerst war er von 1994 bis Ende 1996 Co-Trainer bei der südkoreanischen U23-Nationalmannschaft. Anschließend wechselte er zu seinem ehemaligen Klub Hallelujah FC und begleitete diesen über die nächsten beiden Saison als Cheftrainer. Ende 1998 wurde dieser schließlich aufgelöst. Für ihn ging es daraufhin weiter bei Jeonbuk Hyundai als Co-Trainer zur Saison 2000. Auf demselben Posten fungierte er dann ab der Saison 2002 weiter bei den Chunnam Dragons, für erneut zwei Spielzeiten. Seine letzte Trainerstation war dann nochmal als Torwarttrainer bei den Suwon Bluewings bis zum Ende der Spielzeit 2010.

### Sonstiges
Seit 2014 ist er Präsident des Regionalverbands Kyeonggi Football Association und seit 2019 auch ein Vize-Präsident des nationalen Verbands.